# Ximena Torres
Maria Ximena Torres Carrera (Montevideo, 1 de desembre de 1981) és una xef, empresària i personalitat de televisió uruguaiana. És coneguda per ser part del jurat del programa gastronòmic MasterChef Uruguay.

## Biografia
Va néixer l'1 de desembre de 1981 a Montevideo, com a filla de Marco Antonio Torres, un xilè i de Montserrat Carrera, una catalana oriünda de Sant Joan Despí, Província de Barcelona. Els seus avis materns van emigrar a l'Uruguai amb la seva filla el 1950, i van fundar la coneguda Confiteria Carrera al centre de Montevideo.
Ximena Torres va ser criada al barri de Pocitos i va estudiar la primària i secundària al Col·legi i Liceu Queen's School, i el batxillerat a ia l'Institut Preuniversitari de Montevideo (PREU). Posteriorment es va llicenciar en comunicació social i publicitat per la Universitat Catòlica de l'Uruguay, ia més es va graduar com a sommelier professional per laUniversitat de la República. El 2007 es va establir per una temporada a Vic per especialitzar-se en xocolateria.
Torres va començar a treballar en gastronomia el 2002 i el 2003 en una empresa de càtering. El 2010 va començar a participar en segments culinaris en programes de televisió i el 2011 va començar a conduir el programa La Receta Perfecta a Canal 12, que va estar a l'aire fins al 2014. El 2012 va obrir el seu primer local gastronòmic, La Dulcería de Xime Torres, especialitzat en rebosteria.
En 2015 va publicar el llibre Comer y reír: manual para acercarse a la cocina con alegría. Entre el 2017 i el 2019 va conduir el programa La vuelta al plato. Al febrer de 2019 es va fer públic el seu fitxatge per Canal 10, per formar part del jurat de MasterChef Uruguay després de la sortida de Lucía Soria. Al juliol de 2021 es va incorporar al noticiari Subrayado per a conduir una columna sobre periodisme gastronòmic.

## Filmografia
| Programes de televisió | Programes de televisió       | Programes de televisió | Programes de televisió |
| Any                    | Títol                        | Cadena                 | Notes                  |
| ---------------------- | ---------------------------- | ---------------------- | ---------------------- |
| 2011 - 2014            | La Receta Perfecta           | Teledoce               | Presentadora           |
| 2017 - 2019            | La Vuelta al Plato           | TV Ciutat              | Presentadora           |
| 2019                   | MasterChef Uruguay           | Canal 10               | Jurat                  |
| 2020 - 2023            | MasterChef Celebrity Uruguay | Canal 10               | Jurat                  |
| 2021 -present          | Subrayado                    | Canal 10               | Columnista             |

## Vida personal
Torres està casada des 2014 amb el músic Max Capote, amb el qual ha tingut dos fills, Juan Jacinto (n. 2017) i María Guadalupe (n. 2019).